# Le Sépey
Le Sépey est un village situé sur le territoire de la commune d'Ormont-Dessous dans le canton de Vaud en Suisse.

## Voies de communication et transports

### Nœud local de transport public
4 lignes de transport public desservent Le Sépey :
- ligne ferroviaire Aigle - Le Sépey - Les Diablerets exploitée par les Transports publics du Chablais ;

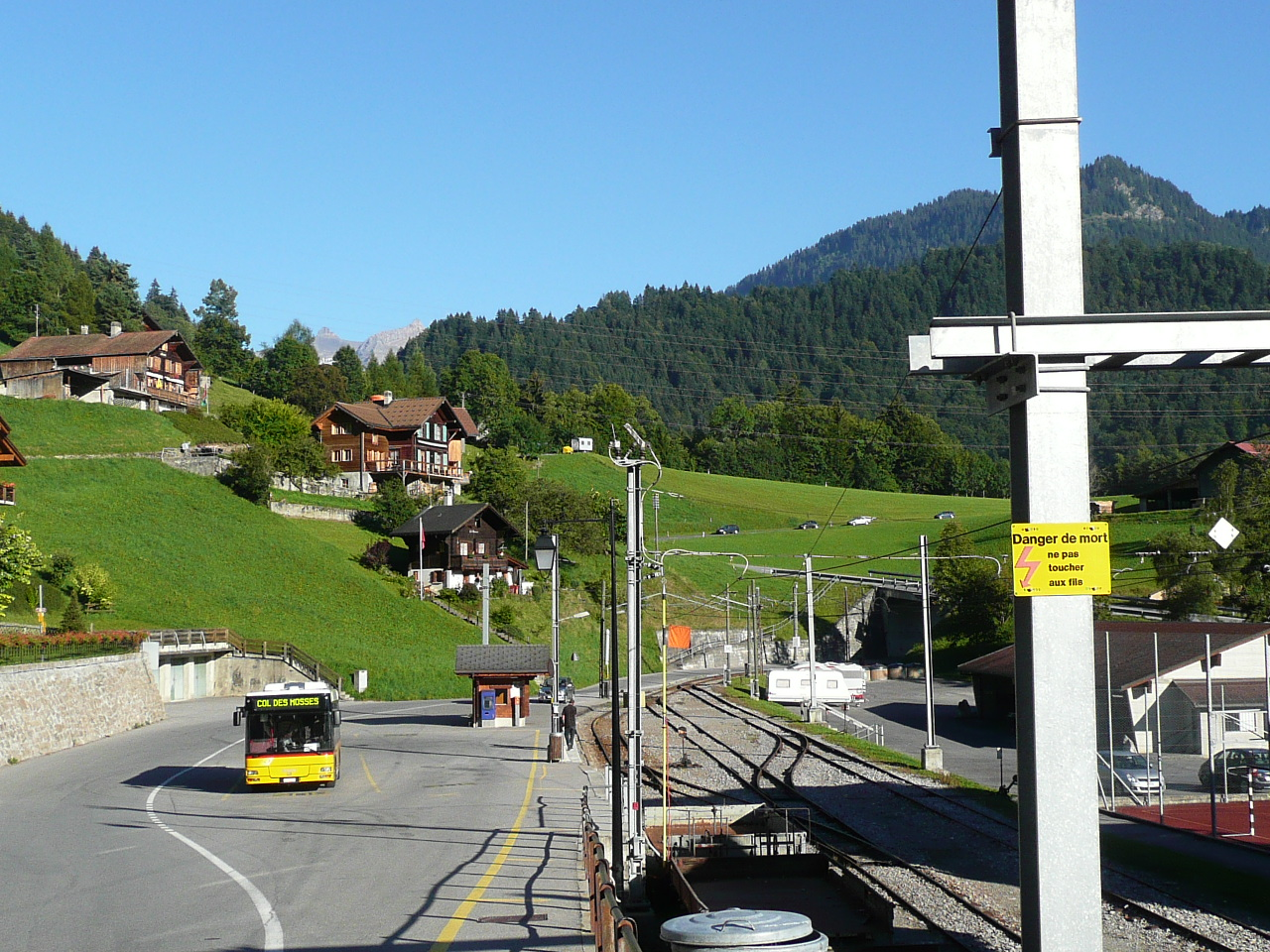
Gare de Le Sépey et bus du Col des Mosses.

- ligne routière Le Sépey - Leysin-Feydey ;
- ligne routière Le Sépey - Col des Mosses ;
- ligne routière Le Sépey - La Forclaz.

Les lignes routières sont en correspondance avec les trains.

### Voies routières
- De Aigle
- Pour Leysin.
- Pour Les Diablerets, Gstaad par le col du Pillon
- Pour Les Mosses, Château-d'Œx par le col des Mosses.

## Centre historique

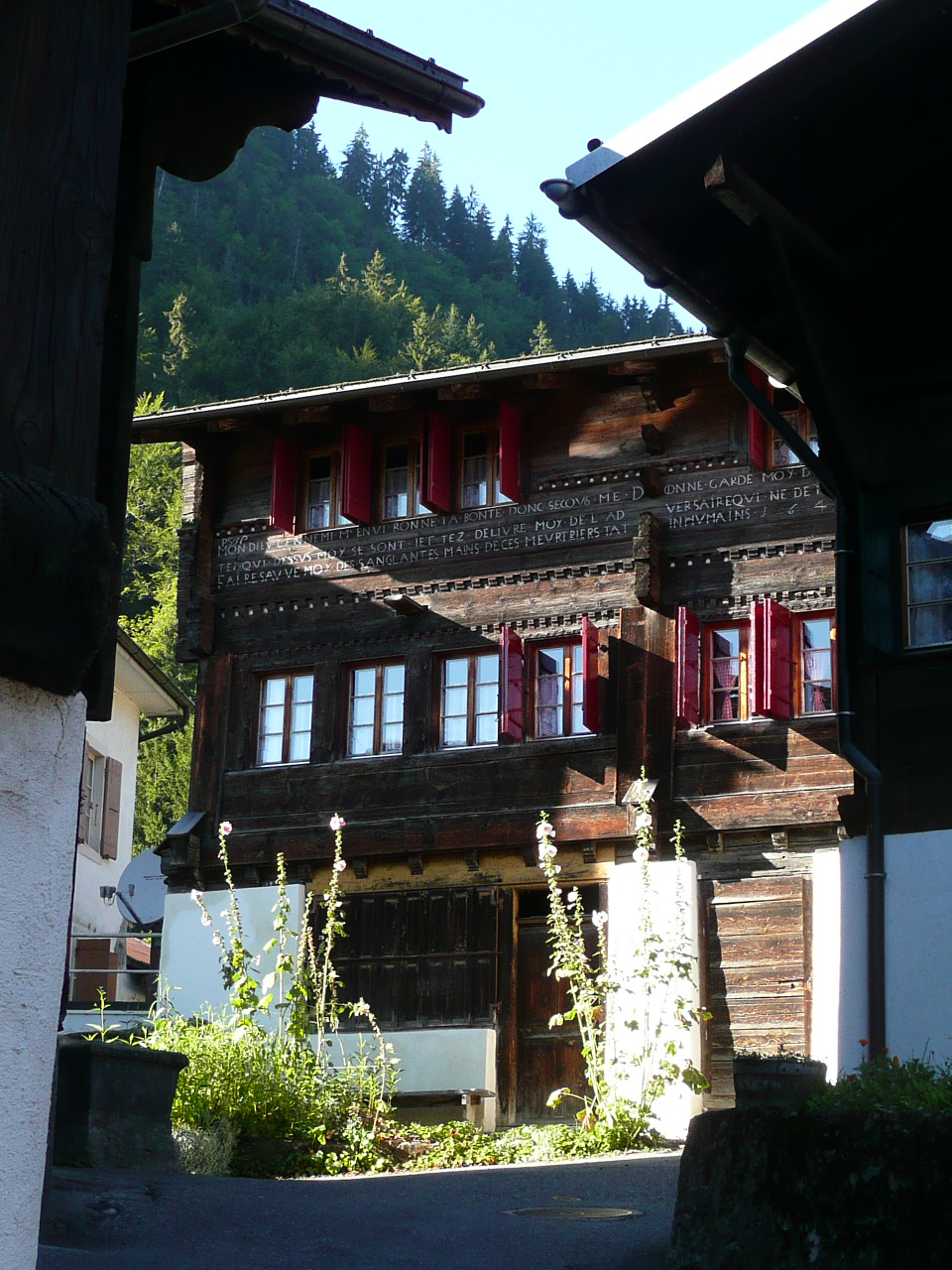
Maison de 1640 avec Inscription "MON DIEU L'ENNEMI M'ENVIRONNE..."
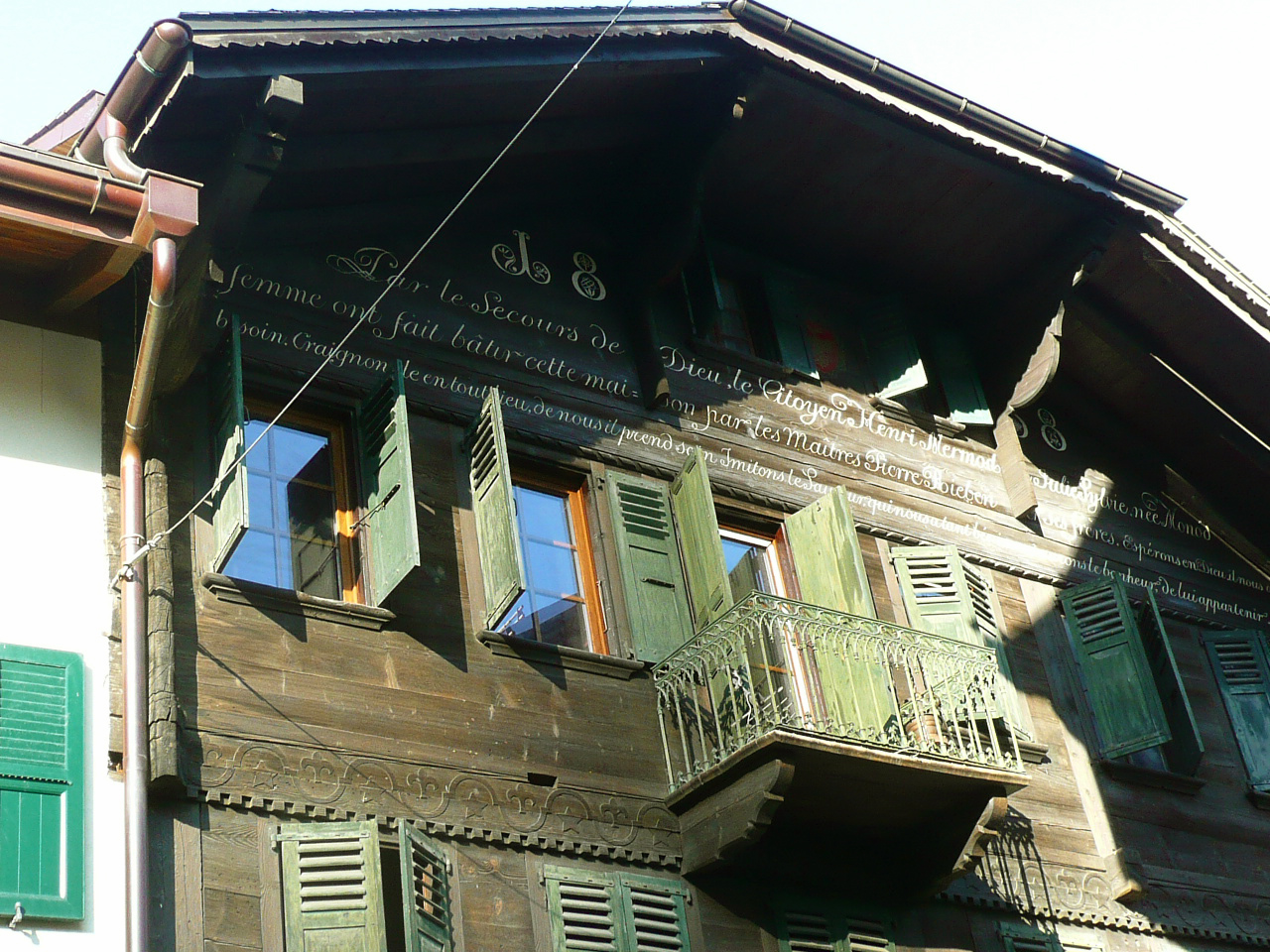
Maison de 1808 (?) avec inscription "Par le Secours de Dieu, le citoyen...

## Enseignement
Le Sépey possède un collège primaire et secondaire 

## Personnalités liées au village
- Frank Serpico